# New Milford (Connecticut)
New Milford é uma cidade  localizada no estado americano de Connecticut, no Condado de Litchfield.

## Demografia
Segundo o censo americano de 2000, a sua população era de 27.121 habitantes.

## Geografia
De acordo com o United States Census Bureau tem uma área de
165 km², dos quais 159,5 km² cobertos por terra e 5,5 km² cobertos por água. New Milford localiza-se a aproximadamente 81 m acima do nível do mar.

## Localidades na vizinhança
O diagrama seguinte representa as localidades num raio de 24 km ao redor de New Milford.